# 6953 Davepierce
A 6953 Davepierce (ideiglenes jelöléssel 1986 PC1) a Naprendszer kisbolygóövében található aszteroida. Eleanor F. Helin fedezte fel 1986. augusztus 1-jén.